# Kantonalna Republika Negros
Kantonalna Republika Negros (hiszp. República Cantonal de Negros) – krótkotrwała republika powstała na gruzach Hiszpańskich Indii Wschodnich, leżąca na wyspie Negros. Istniała w latach 1898–1899, gdy stała się protektoratem Stanów Zjednoczonych i zmieniła nazwę na Republika Negros.
W okresie od 3 do 6 listopada 1898 roku miała miejsce rewolucja na Negros, która skierowana była przeciw chwiejącej się władzy hiszpańskiej. Hiszpanie na Negros zdecydowali się do kapitulacji wobec rewolucjonistów, nie wiedząc, że dysponują nad nimi przewagą siły. 6 listopada gubernator Negros podpisał akt kapitulacji. 27 listopada ogłoszono ustanowienie Kantonalnej Republiki Negros, która 22 lipca 1899 roku znalazła się pod protektoratem Stanów Zjednoczonych zmieniając nazwę na Republika Negros. Amerykanie rozwiązali republikę 30 kwietnia 1901 roku, włączając jej ziemie do Filipin.